# Lith
Lith – miasto w Holandii, w prowincji Brabancja Północna, w gminie Oss. Do 2011 r. była odrębną gminą.